# Nußdorfer AC
Der Nußdorfer Athletik Club (kurz Nußdorfer AC bzw. NAC) ist ein österreichischer Fußballverein aus dem Wiener Weinvorort Nussdorf. Der ehemalige und langjährige Zweitligist spielt zurzeit in der fünftklassigen 2. Wiener Landesliga.

## Beschreibung
Der Verein hat einen eigenen Kunstrasenplatz und fünf Tennisplätze. Er spielt mit der Kampfmannschaft in der 2. Wiener Landesliga und mit den Kindern und Jugendlichen in der Wiener A-Liga.
Sehr viel Wert wird auf den Aufbau des Fußballnachwuchses gelegt. Im Jahr 2008 werden mehr als 200 Kinder und Jugendliche mehrmals wöchentlich trainiert. Zusätzlich gibt es einen sogenannten Fußballkindergarten für unter-5-Jährige.
Das alt überlieferte Wappen des NAC zeigt in den Vereinsfarben Blau-Schwarz den Vereinsnamen, einen Fußball und das Wappen Nussdorfs. Es wurde 1997 überarbeitet.

## Geschichte

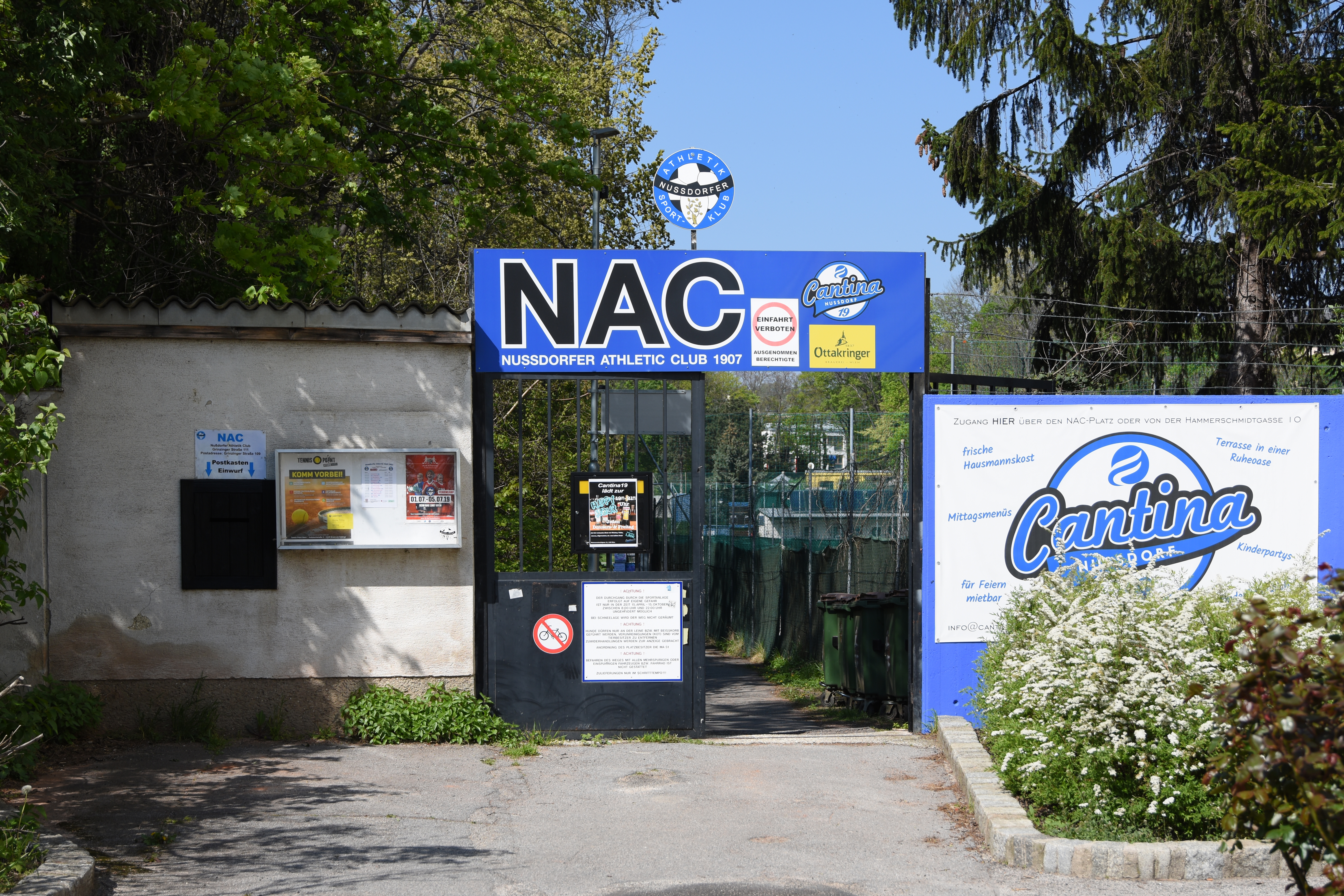
Eingang zum NAC-Platz in der Grinzinger Straße

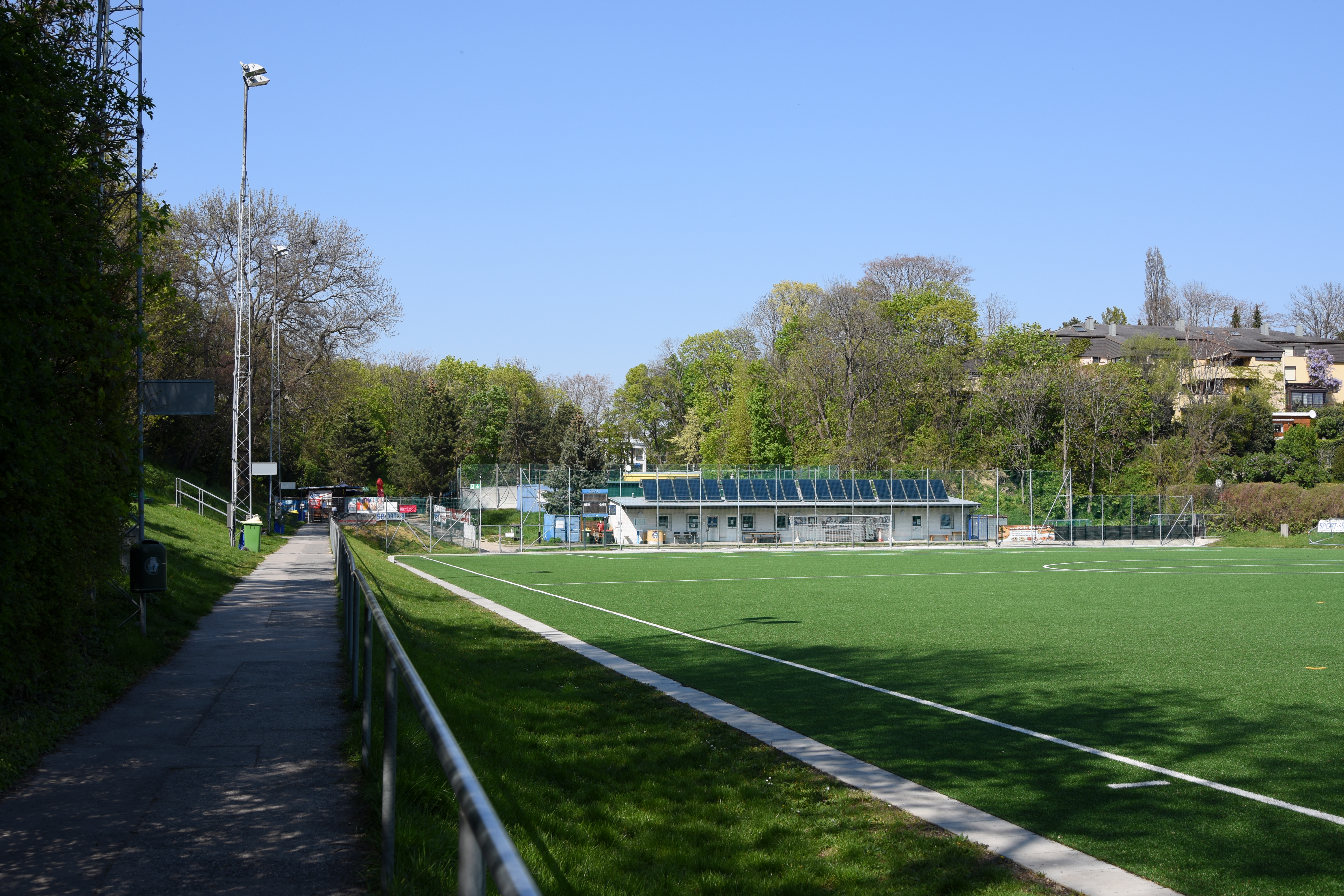
Spielfeld am NAC-Platz

Der Nußdorfer AC wurde im Jahre 1907 von Alois und August Wutte, Raimund Pajeha, Richard Schatz, Alfred Löffelmann, Franz Töpper, Franz Gallas, Franz Otte, Hans Differenz, Franz Tatenka, Anton Sigl und Wilhelm Plescher mit den Vereinsfarben Blau-Schwarz gegründet. Seine ersten Spiele trug der Klub auf der Halterauwiese aus, spielte zwischenzeitlich gemeinsam mit dem FC Ostmark Wien in Ober-Döbling, ehe schließlich 1914 der heutige Platz auf ehemaligen Ziegelplätzen in der Grinzinger Straße in Besitz genommen wurde. Bereits zuvor war der NAC bei der Erstaustragung der österreichischen Meisterschaft des ÖFV in der Saison 1911/12 in die Zweite Klasse eingeteilt worden. Aus dieser stieg der Klub zwar 1912/13 ab, konnte aber 1915/16 in die Liga zurückkehren und bis 1923/24 Stammteilnehmer der Zweiten Klasse werden. Zu dieser Zeit spielte auch Josef Blum in Nußdorf, der später als Wunderteamspieler und Rekordnationalspieler dem Klub Ehre machen sollte.
1924 kam es in Österreich zur Einführung des Professionalismus, dem sich Nußdorf aus wirtschaftlichen Gründen nicht anschloss und somit freiwillig den Gang in die insgesamt nunmehr viertklassige Zweite Amateurklasse Nord ging. Als es zur Gründung der VAFÖ kam, schlossen sich die Nußdorfer dem neuen Verband an, bis in die VAFÖ-Liga hochspielen konnte man sich jedoch nicht. So kam es 1934 zur Rückkehr zum ÖFB, wo man sich durch ein 2:1 im entscheidenden Spiel 1936 gegen Slovan den Aufstieg in die II. Liga sicherte. Doch bereits in der ersten Saison 1936/37 folgte der umgehende Abstieg. Während des Zweiten Weltkrieges konnte der Nußdorfer AC wieder zur Saison 1942/43 in die Zweitklassigkeit aufsteigen, verpasste gar den Aufstieg in die höchste Liga nur um einen Punkt.
In der Nachkriegssaison 1945/46 folgte allerdings abermals der Gang in die dritte, und bald die vierte Spielklasse. Doch den Nußdorfern gelang noch einmal der Aufstieg: 1957 gelang der Rückkehr in die drittklassige Wiener Liga, in der man 1960 den Wiener Landesmeistertitel vor dem SV Straßenbahn Wien gewann und damit in die zweitklassige Regionalliga Ost aufstieg. 1960/61 gelang der Klassenerhalt, aber 1961/62 folgte dann doch der Wiederabstieg. 1968 schaffte der Nußdorfer AC, damals noch mit dem späteren Nationalspieler Peter Persidis, noch einmal den Gewinn der Landesmeisterschaft vor dem FC Stadlau. Doch auch in der Saison 1968/69 folgte der Wiederabstieg aus der Regionalliga. 1980 schied der Verein auch noch aus der Wiener Liga aus, heute spielt der Klub in der fünftklassigen 2. Landesliga.
Im Vereinsnamen des Nußdorfer AC ist noch immer die ursprüngliche Schreibweise mit dem „ß“ enthalten. Im Zuge der Rechtschreibreform wurde Nussdorf als Ort nun mit „ss“ geschrieben. Der Vereinsname wurde aber nicht geändert.
Eine weitere Tradition ist die Adresse "Grinzingerstraße 111. Im Eröffnungsjahr der Sportanlage, 1916 gab es nur das Haus mit der Nummer 111. Jahrzehnte später, beim Bau des Fernmeldeamtes wurde (ohne Information an den Verein) die Hausnummer auf 109 geändert. Daher nach wie vor der traditionelle Vereinsnamen „NAC, Grinzingerstraße 111“ mit der Anmerkung Postadresse 109.

## Erfolge
- 19 × Zweitligateilnahme: 1912–1913; 1916–1924; 1937, 1943–1946; (Zweite Klasse, II. Liga) 1961–1962, 1969 (Regionalliga Ost)
- 2 × Wiener Landesmeister: 1960, 1968